# Italie au Concours Eurovision de la chanson 2011
L’Italie a participé au Concours Eurovision de la chanson 2011. C'est la 37e participation de l'Italie à l'Eurovision.
À l'occasion du Festival de Sanremo, le 15 février 2011, la RAI propose au vainqueur de la catégorie "Débutants", Raphael Gualazzi de représenter l'Italie avec son titre "Follia d'amore". Elle a été interprétée en une version bilingue italien/anglais à Düsseldorf et a été rebaptisée Madness of Love.
Cette participation italienne au Concours Eurovision est un retour après 14 années d'absence.
Le titre Follia d'amore n'ayant pas été un succès commercial en Italie, la retransmission en direct sur RAI Due est donc privée d'un éventuelle promotion et ne crée pas l'évènement.
Les résultats d'audience sont sans appel puisque le Concours Eurovision 2011 n'a rassemblé que 1 291 000 spectateurs pour 7 % de parts de marché.

## Festival de San Remo 2011

### Artisti(chanteurs connus)
| Artiste                              | Chanson                 | Traduction             | Compositeurs                                      |
| ------------------------------------ | ----------------------- | ---------------------- | ------------------------------------------------- |
| Roberto Vecchioni                    | "Chiamami ancora amore" | Call me love again     | Roberto Vecchioni, C. Guidetti                    |
| Luca Madonia & Franco Battiato       | "L'alieno"              | The alien              | Luca Madonia                                      |
| Anna Oxa                             | "La mia anima d'uomo"   | My soul of man         | Lorenzo Imerico, Anna Oxa, R. Pacco               |
| Al Bano                              | "Amanda è libera"       | Amanda is free         | Fabrizio Berlincioni, Albano Carrisi, A. Paoletti |
| Patty Pravo                          | "Il vento e le rose"    | The wind and the roses | Diego Calvetti, M. Ciapelli                       |
| Davide Van De Sfroos                 | "Yanez"                 | Yanez                  | Davide Bernasconi                                 |
| La Crus                              | "Io confesso"           | I confess              | Ermanno Giovanardi, Matteo Curallo                |
| Luca Barbarossa & Raquel del Rosario | "Fino in fondo"         | Through and through    | Luca Barbarossa                                   |
| Max Pezzali                          | "Il mio secondo tempo"  | My second time         | Max Pezzali                                       |
| Anna Tatangelo                       | "Bastardo"              | Bastard                | Anna Tatangelo                                    |
| Tricarico                            | "Tre colori"            | Three colours          | Fausto Mesolella                                  |
| Giusy Ferreri                        | "Il mare immenso"       | The immense sea        | Bungaro, Giusy Ferreri, Max Calò                  |
| Modà feat. Emma                      | "Arriverà"              | It will come           | Francesco Silvestre, Enrico Zapparoli, E. Palmosi |
| Nathalie                             | "Vivo sospesa"          | I live suspended       | Natalia Giannitrapani                             |

| Position | Chanteur                              | 1er soir | 2e soir | 3e soir           | 4e soir           | 5e soir           | 5e soir           |
| -------- | ------------------------------------- | -------- | ------- | ----------------- | ----------------- | ----------------- | ----------------- |
| 1        | Roberto Vecchioni                     | Passe    | Passe   | Passe             | Passe             | Top 3             | 1re place         |
| 2        | Modà avec Emma                        | Passe    | Passe   | Passe             | Passe             | Top 3             | 2e place          |
| 3        | Al Bano                               | Passe    | (no)    | oui               | Passe             | Top 3             | 3e place          |
| 4        | Luca Madonia et Franco Battiato       | Passe    | Passe   | Passe             | Passe             | Out in-definitely | Out in-definitely |
| 4        | Davide Van De Sfroos                  | Passe    | Passe   | Passe             | Passe             | Out in-definitely | Out in-definitely |
| 4        | La Crus                               | Passe    | Passe   | Passe             | Passe             | Out in-definitely | Out in-definitely |
| 7        | Luca Barbarossa et Raquel del Rosario | Passe    | Passe   | Passe             | Passe             | Out in-definitely | Out in-definitely |
| 7        | Giusy Ferreri                         | Passe    | Passe   | Passe             | Passe             | Out in-definitely | Out in-definitely |
| 7        | Nathalie                              | Passe    | Passe   | Passe             | Passe             | Out in-definitely | Out in-definitely |
| 7        | Anna Tatangelo                        | (no)     | (no)    | oui               | Passe             | Out in-definitely | Out in-definitely |
| 11       | Max Pezzali                           | Passe    | Passe   | Passe             | Out in-definitely | Out in-definitely | Out in-definitely |
| 11       | Tricarico                             | Passe    | Passe   | Passe             | Out in-definitely | Out in-definitely | Out in-definitely |
| 13       | Patty Pravo                           | Passe    | (no)    | Out in-definitely | Out in-definitely | Out in-definitely | Out in-definitely |
| 13       | Anna Oxa                              | (no)     | (no)    | Out in-definitely | Out in-definitely | Out in-definitely | Out in-definitely |

Légende:
- Admis
- Sauvé
- Éliminé
- Éliminé indéfiniment
- 1re place
- 2e place
- 3e place
- Top 6, possible sauvetage
- gagnant

### Giovani(nouveaux artistes)
| Artiste           | Chanson              | Traduction            | Compositeurs                           |
| ----------------- | -------------------- | --------------------- | -------------------------------------- |
| Roberto Amadè     | "Come pioggia"       | Like rain             | Roberto Amadè                          |
| Gabriella Ferrone | "Un pezzo d'estate"  | A piece of summer     | Giuliano Boursier                      |
| Serena Abrami     | "Lontano da tutto"   | Away from everything  | Niccolò Fabi                           |
| Micaela           | "Fuoco e cenere"     | Fire and ashes        | A. Santonocito, L. Nigro, F. Muggeo    |
| Raphael Gualazzi  | "Follia d'amore"     | Madness of love       | Raphael Gualazzi                       |
| Marco Menichini   | "Tra tegole e cielo" | Between tiles and sky | Maurizio Galli, S. Senesi, A. Perrozzi |
| Anansi            | "Il sole dentro"     | The sun inside        | Stefano Bannò, Pietro Fiabane          |
| BTwins            | "Mi rubi l'amore"    | You steal my love     | S. Grandi, C. Chiodo                   |

| Chanteurs        | 2e soir | 3e soir | 4e soir   |
| ---------------- | ------- | ------- | --------- |
| Raphael Gualazzi | Passe   |         | 1re place |

## À l'Eurovision
Membre du Big 5, le pays a participé directement à la finale le 14 mai 2011.